# Köthen (Anhalt)
Köthen é uma cidade da Alemanha, situada no distrito de Anhalt-Bitterfeld, no estado de Saxônia-Anhalt. Tem 78,42 km² de área, e sua população em 2019 foi estimada em 25.641 habitantes.